# Hydaburg
Hydaburg è una città degli Stati Uniti d'America, situata nella Census Area di Prince of Wales-Hyder, nello Stato dell'Alaska. Il nome del luogo si riferisce al popolo Haida.